# Kuncz
Kuncz este un cartier din Timișoara situat în estul orașului. El avea în anul 2006, 764 de locuitori, în prezent (2013) numărul lor trece de 1.100. Etniile predominante sunt cea română cu 50%, cea rromă cu 40%, cea maghiară, germană și sârbă cu 9% și alții 1% din numărul total de locuitori. În trecut aici se afla o fabrică de cărămidă.